# Kenia en los Juegos Olímpicos de Los Ángeles 1984
Kenia estuvo representada en los Juegos Olímpicos de Los Ángeles 1984 por un total de 61 deportistas que compitieron en 5 deportes.  
El portador de la bandera en la ceremonia de apertura fue el boxeador James Omondi.

## Medallistas
El equipo olímpico keniano obtuvo las siguientes medallas:
| Nombre          | Deporte   | Competición             |
| --------------- | --------- | ----------------------- |
| Oro             |           |                         |
| Julius Korir    | Atletismo | 3000 m con obstáculos M |
| Plata           |           |                         |
| —               |           |                         |
| Bronce          |           |                         |
| Michael Musyoki | Atletismo | 10 000 m M              |
| Ibrahim Bilali  | Boxeo     | Mosca (51 kg) M         |